# Eating Out
Eating Out é um filme americano de comédia  de 2004 dirigido por Q. Allan Brocka e estrela Rebekah Kochan, Ryan Carnes, Jim Verraros, Scott Lunsford, and Emily Stiles.

## Sinopse
O filme relata a história de Caleb, um universitário que está a fim de Gwen, uma garota agressiva com uma queda por gays. 
Kyle, um solitário rapaz com quem Caleb divide o apartamento, sugere um atalho para conquistar a garota: através de seu melhor amigo gay, Marc (que é o objeto de desejo de Kyle). 
Parece que o plano vai dar certo até que Caleb fica sozinho com Marc, um telefone e lenços de papel. Um telefonema sexual cria uma confusão no quadrilátero amoroso em que até grandes amigos vão fazer de tudo para conquistar o rapaz.

## Recepção da crítica
O agregador de comentários Rotten Tomatoes relata que 16% dos críticos profissionais deram ao filme uma crítica positiva, com o consenso do site afirmando que "O elenco recita linhas de humor forçado que não são engraçadas, e o enredo desajeitado tem muitos artifícios".

## Prêmios
- Breckenridge Festival of Film 2004 Melhor dos Melhores Filmes LGBT
- Dallas OUT TAKES 2004 Audience Award
- Phoenix Out Far! Festival de Cinema de Lésbicas e Gays Prêmio do Público de 2004 Melhor Longa-Metragem
- Festival Internacional de Cinema de Rhode Island 2004 Melhor Longa-Metragem
- Melhor Longa-Metragem do San Diego Film Festival 2004 Audience Award
- Festival Internacional de Cinema de Lésbicas e Gays de São Francisco de 2004 Melhor Primeiro Lugar

Eating Out gerou quatro sequências até o momento. Sloppy Seconds foi lançado em 2006 com Brett Chukerman substituindo Ryan Carnes como Marc. All You Can Eat foi lançado em 2009. Drama Camp e The Open Weekend foram lançados em 2011.